# Валіуллін Руслан Дамірович
Руслан Дамірович Валіуллін (каз. Руслан Дамирұлы Уәлиуллин, нар. 9 вересня 1994, Уральськ) — казахський футболіст, півзахисник та нападник клубу «Тобол» та національної збірної Казахстану.

## Клубна кар'єра
Руслан Валіуллін народився в Уральську, та розпочав виступи на футбольних полях у 2011 році в складі місцевої команди «Акжайик», яка почергово виступала в найвищому та другому за рівнем дивізіоні Казахстану. У середині 2017 року Валіуллін став гравцем іншої команди вищого дивізіону «Актобе», де став гравцем основного складу команди, зіграв у її складі 46 матчів чемпіонату країни. На початку 2019 року футболіст перейшов до складу команди «Тобол» з Костаная, у складі якої відразу також став гравцем основного складу, а у 2021 році в складі команди став чемпіоном країни та володарем Суперкубку Казахстану.

## Виступи за збірну
У 2016 році Руслан Валіуллін зіграв 1 матч у складі молодіжної збірної Казахстану в матчі проти молодіжної збірної Швейцарії. У березні 2021 року Валіулліна вперше викликали до складу національної збірної Казахстану. У складі головної збірної країни футболіст дебютував 28 березня 2021 року в матчі (кваліфікаційного раунду чемпіонату світу проти збірної Франції. 1 вересня 2021 року в матчі відбіркового раунду чемпіонату світу проти збірної України Валіуллін відзначився двома забитими м'ячами. На післяматчевій пресконференції футболіст повідомив, що ці голи він присвятив своїй бабусі, яка померла за два дні до матчу.

## Допінговий скандал
Після успішного для себе матчу проти збірної України Руслан Валіуллін не потрапив до заявки на наступний матч збірної проти збірна Боснії і Герцеговини, за офіційною версією у зв'язку із травмою м'яза. 8 вересня 2021 року журналісти казахстанських видань повідомили, що в допінг-тесті Руслана Валіулліна виявлено неназвані заборонені речовини. пізніше офіційно повідомлено, що футболіст здав цей допінг-тест після матчу Ліги конференцій УЄФА проти словацького клубу «Жиліна» одночасно з іншим гравцем «Тоболу», і що вини футболіста та федерації у цьому випадку немає. УЄФА відкрила проти футболіста дисциплінарну справу, ймовірним наслідком якої є дискваліфікація футболіста терміном щонайменше на 6 місяців при визнанні власної вини. Унаслідок цього футболіста відсторонили від матчів на 2 роки до осені 2023 року.

## Титули та досягнення
- Чемпіон Казахстану (1):

«Тобол»: 2021
- Володар Суперкубка Казахстану (2):

«Тобол»: 2021? 2024
- Володар Кубка Казахстану (1):

«Тобол»: 2023